# Wyeomyia splendida
Wyeomyia splendida är en tvåvingeart som beskrevs av Bonne-wepster och Cornelis Bonne 1919. Wyeomyia splendida ingår i släktet Wyeomyia och familjen stickmyggor. Inga underarter finns listade i Catalogue of Life.